# Ignaz-Mattis-Hütte
Die Ignaz-Mattis-Hütte ist eine Schutzhütte der Sektion Wien des Österreichischen Alpenvereins in den Schladminger Tauern (Steiermark). Sie liegt über dem Nordufer des Unteren Giglachsees am Zentralalpenweg des ÖAV.

## Geschichte
Die Hütte wurde 1910/1911 erbaut von der Sektion Wien des Deutschen und Österreichischen Alpenvereins und am 2. Juli 1911 feierlich eröffnet. 1926 erfolgte eine Erweiterung. Die Hütte ist nach Ignaz Mattis benannt, einem ehemaligen Vorstand der Sektion Wien.

## Aufstieg

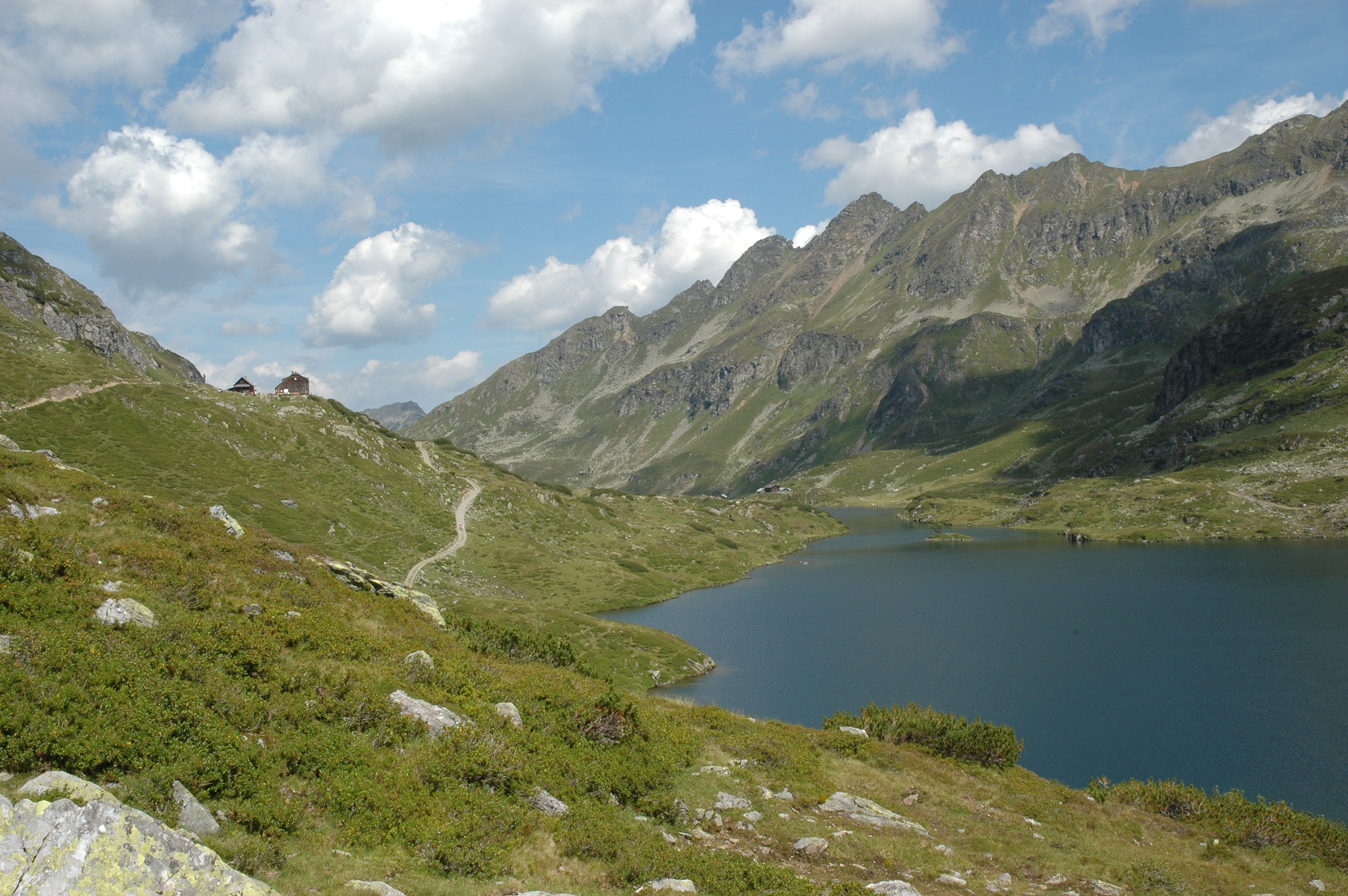
Unterer Giglachsee mit Ignaz-Mattis-Hütte

- Hopfriesen (1040 m), Gehzeit: 3:00 Stunden
- Mariapfarr (1120 m), Gehzeit: 7:30 Stunden
- Rohrmoos (1150 m), Gehzeit: 6:00 Stunden
- Ursprungalm (1.604 m), Gehzeit: 1:30 Stunden

## Touren
- Engelkarspitze (2518 m), Gehzeit: 2:00 Stunden
- Hading (2332 m), Gehzeit: 1:30 Stunden
- Kampspitze (2390 m), Gehzeit: 1:00 Stunden
- Lungauer Kalkspitze (2471 m), Gehzeit: 1:30 Stunden
- Rotmandlspitze (2453 m), Gehzeit: 1:30 Stunden
- Sauberg (2520 m), Gehzeit: 2:30 Stunden
- Steirische Kalkspitze (2459 m), Gehzeit: 1:30 Stunden
- Vetternspitzen (2524 m), Gehzeit: 2:30 Stunden
- Zinkwandstollen (2300 m) über die Vetternscharte, Gehzeit: 2:00 Stunden

## Übergang zu anderen Hütten
- Giglachseehütte (1955 m), Gehzeit: 0:30 Stunden
- Hochwurzenhütte (1852 m), Gehzeit: 5:00 Stunden
- Keinprechthütte (1872 m), Gehzeit: 2:45 Stunden (Rotmandlspitze) / 3:30 Stunden (Zinkwandstollen)
- Seekarhaus (1791 m), Gehzeit: 4:00 Stunden
- Duisitzkarseehütte (1660 m) und Fahrlechhütte am Duisitzkarsee, Gehzeit: 1:45 Stunden